# Transports en Corée du Nord
 (avril 2024).
Si vous disposez d'ouvrages ou d'articles de référence ou si vous connaissez des sites web de qualité traitant du thème abordé ici, merci de compléter l'article en donnant les références utiles à sa vérifiabilité et en les liant à la section « Notes et références ».
 (avril 2024).

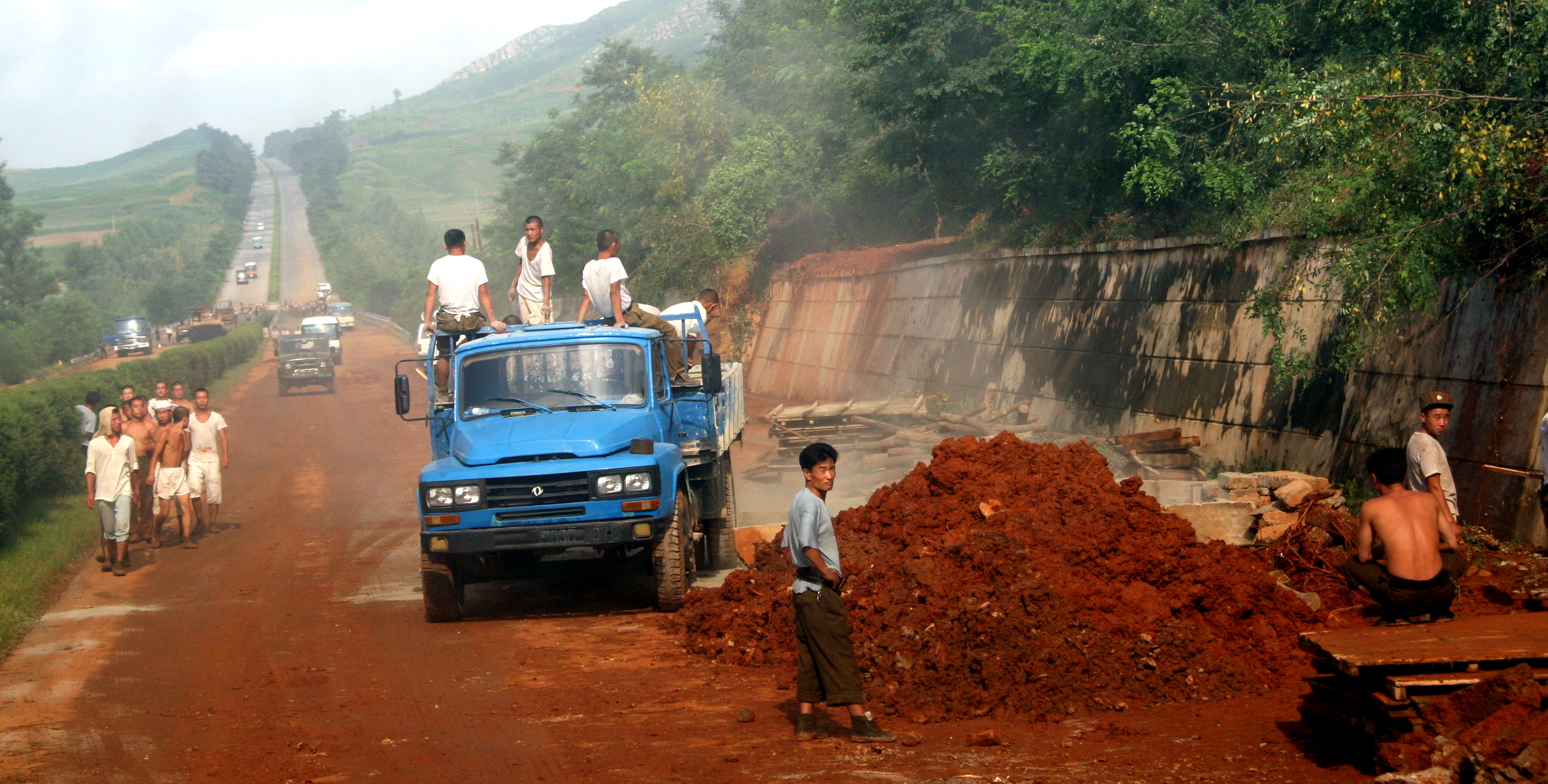
Construction d'une route en Corée du Nord en 2007.

La Corée du Nord possède différents types de moyens de transport :

## Transport aérien
Le pays compte 79 aéroports, dont le principal d'entre eux est celui de Sunan près de Pyongyang. Celui-ci a établi des liaisons régulières avec Pékin, Shenyang, Vladivostok deux fois par semaine, ainsi qu'avec d'autres villes. La compagnie nationale nord-coréenne Air Koryo assure la majorité des vols à destination et en direction de la Corée du Nord, elle est interdite de vol en Europe depuis 2006. Il n'y a pas de liaison aérienne directe avec la Corée du Sud.
Si Air Koryo occupe une place toujours importante dans les transports aériens vers ou à destination de la Corée du Nord, d'autres compagnies étrangères ont développé leurs liaisons aériennes avec la Corée du Nord, compte tenu de l'intensification des échanges économiques. Depuis le premier semestre de l'année 2006, Air China, la seconde plus importante compagnie aérienne chinoise, organise trois vols hebdomadaires entre Pékin et Pyongyang, les lundi, mercredi et vendredi

## Transports ferroviaires
Le réseau de chemin de fer s'étendait sur 5 214 km (dont 3 500 km de voies électrifiées) en 2004. Le réseau ferroviaire est relié à la Chine et au Transsibérien. Le trajet en train entre Pékin et Pyongyang dure vingt-quatre heures. Il est prévu de rouvrir la ligne de chemin de fer entre Pyongyang et Séoul dans le cadre du rapprochement entre les deux Corée. D'après certains analystes, la connexion de ces deux réseaux  pourrait entraîner de grands changements géopolitiques,.

## Transports routiers

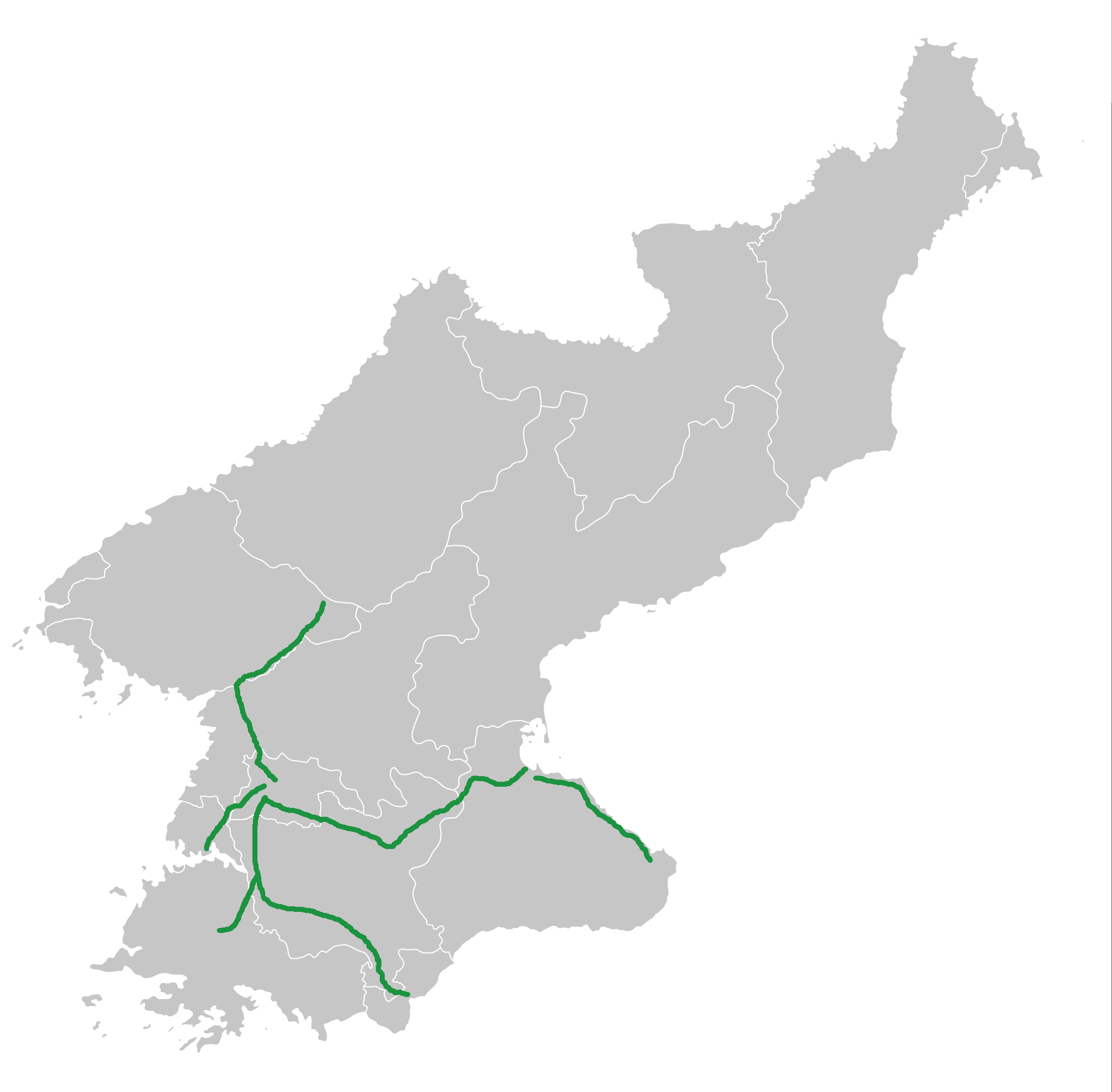
Les autoroutes de Corée du Nord (2014).

Principales voies routières de Corée du Nord (2009).

Le réseau routier atteignait 31 200 km (dont 2 000 km de voies pavées et 200 d'autoroutes) en 1999. Il existe notamment une voie rapide reliant Pyongyang à Nampo et une autoroute de Pyongyang-Kaesong.

## Transports maritimes
La marine marchande représente 1 563 258 tonneaux de jauge brute, comportant 284 navires d'au moins 1 000 tonnes, auxquels s'ajoutaient, en 2005, 3 navires enregistrés à l'étranger (en Mongolie) et 84 navires détenus par des États étrangers (Îles vierges britanniques : 1, Danemark : 1, Allemagne : 1, Grèce : 1, Inde : 1, Italie : 1, Corée du Sud : 1, Liban : 14, Lituanie : 1, Îles Marshall : 2, Pakistan : 3, Roumanie : 16, Russie : 2, Saint-Vincent-et-les-Grenadines : 1, Syrie : 21, Turquie : 4, Ukraine : 1, Émirats arabes unis : 7, États-Unis : 4, Yémen : 1)[Quand ?].
Le réseau de voies navigables s'étend sur 2 250 km.

## Transports d'énergie
Ce n'est qu'en 2004 que la Corée du Nord se dote d'un oléoduc d'une longueur de 154 km.

## Principaux centres de transport
Ports et terminus de gare : 
Chongjin, Haeju, Hamhung, Kimchaek, Kosong, Najin, Nampo, Sinuiju, Songrim, Sonbong, Ungsang, Wonsan.